# Paradijs en hel
Paradijs en hel zijn twee fragmenten van de zijluiken van een verloren gegaan drieluik met als onderwerp het Laatste Oordeel uit de omgeving van de Zuid-Nederlandse schilder Jheronimus Bosch. Beide fragmenten werden in 1967 voor het laatst gesignaleerd in een privéverzameling in New York.

## Voorstelling

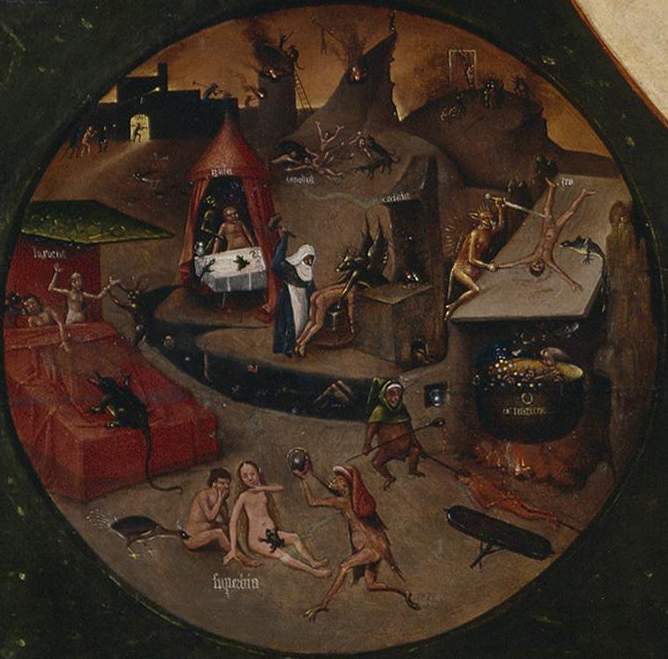
Jheronimus Bosch of navolger. De zeven hoofdzonden, detail. 1500-1525. Madrid, Museo del Prado.

Op het fragment van het linkerluik is het aards paradijs afgebeeld, voorgesteld als een idyllisch landschap waarin zielen vreedzaam verpozen. Rechts begeleidt een engel een groep uitverkorenen het paradijs binnen. Op het rechterfragment is de hel afgebeeld. Hier wordt een overspelige gemarteld in het bed waarin hij zijn zonde beging. Dit motief komt ook voor op een van de ‘laatste dingen’ op Bosch’ De zeven hoofdzonden. Boven op het bed wordt een ziel verscheurd door honden. Ook dit motief komt voor op De Zeven Hoofdzonden en verwijst hier naar de hoofdzonde Avaritia (hebzucht). Op de achtergrond worden verdoemden naar de hellepoort gevoerd, waarop een demon een met een paddenvlag getooide trompet steekt.
Men weet dat het om fragmenten van een Laatste Oordeel-drieluik gaat, omdat zich in het Museum voor Religieuze Kunst in Uden een kopie van het complete drieluik bevindt, dat in 1908 voor het eerst gesignaleerd werd en toegeschreven werd aan Herri met de Bles. Hieruit blijkt ook dat de beide vleugels onder, maar vooral boven, aanzienlijk zijn ingekort. Uit de kopie in Uden blijkt dat de schilder geheel breekt met de iconografische traditie van het Laatste Oordeel en terugkeert naar literaire bronnen, zoals de boeken van de profeet Henoch en Tondalus' visioen. Vooral het laatste boek was ten tijde van Bosch bijzonder populair en een Nederlandse vertaling hiervan verscheen in 1482 in Antwerpen, in 1484 in 's-Hertogenbosch en in 1494 in Delft. De manier waarop Bosch de hel uitbeeldt, als een dal met een rivier en een brug, lijkt direct hieraan ontleend.

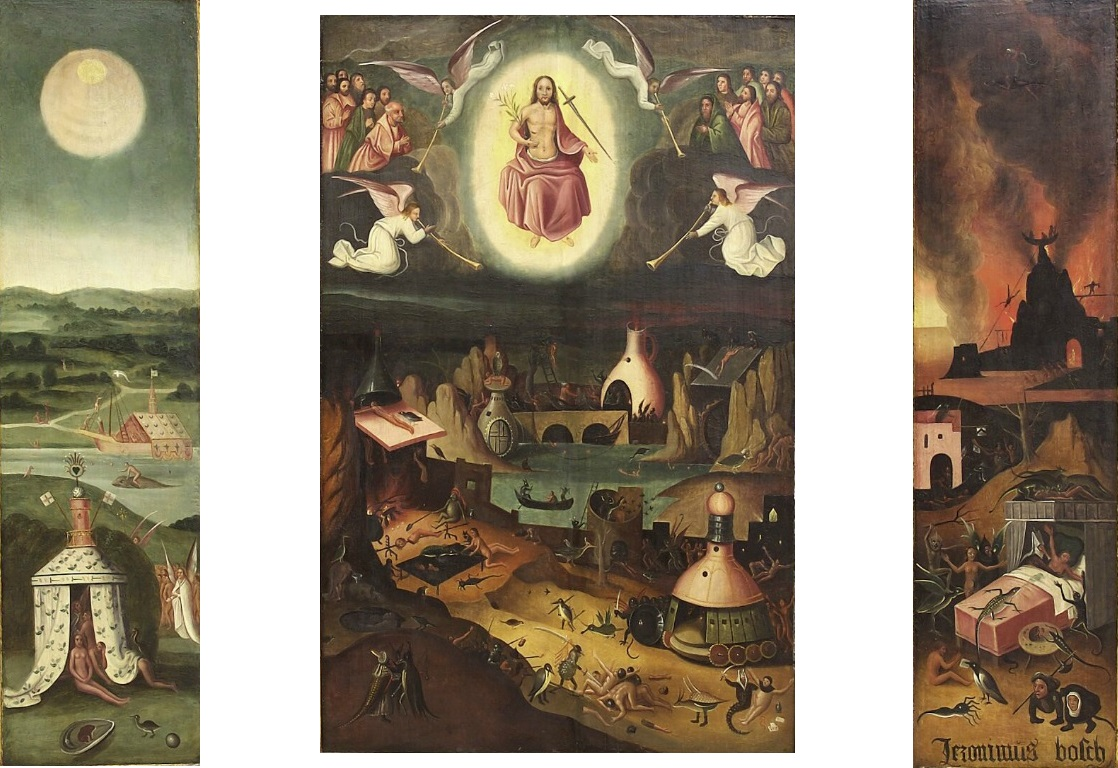
Anoniem (navolger van Jheronimus Bosch). Laatste Oordeel-drieluik. 1565-1600. Olieverf op paneel. 79.5 × 95 cm. Uden, Museum voor Religieuze Kunst.

Bosch zou het Laatste Oordeel in totaal zeven keer afbeelden, als we De Hooiwagen en de Tuin der Lusten meerekenen negen keer. Deze laten zich, in tegenstelling tot die van zijn Vlaamse voorgangers, niet van binnen naar buiten (of van boven naar beneden) lezen, zoals op een gravure naar een eerdere tekening van Bosch te zien is (zie afbeelding hierboven), maar van links naar rechts. Het werk vormt dus een sleutelwerk in Bosch' oeuvre en misschien zelfs de religieuze kunst in zijn geheel.

## Toeschrijving
In 1961 publiceerde Bosch-auteur Charles de Tolnay de fragmenten als eerste. Volgens hem ontstonden ze aan het einde van wat hij Bosch’ 'vroege periode' noemt en hij stelt vast dat veel van de motieven later in een meer uitgewerkte vorm terugkomen in de meer complexe composities van Bosch. De vrij vlakke bewerking van deze twee composities ziet hij als kenmerkend voor het werk van vlak voor De Hooiwagen. Kunsthistoricus Gerd Unverfehrt meent in een meer recente publicatie echter dat het hier gaat om 'een meester die technisch en stilistisch dicht bij Jheronimus Bosch staat'.

## Herkomst
Volgens aantekeningen van de kunsthistoricus Max Friedländer waren de panelen oorspronkelijk in het bezit van kunsthandel Victor Mandl in Parijs. Later bevonden ze zich in de verzameling Bromberg in Bremen. In 1965 werden ze gesignaleerd in Gallery Wildenstein in New York en in 1967 bevonden ze zich in een privéverzameling eveneens in New York.

## Tentoonstellingen
Paradijs en hel maakten deel uit van de volgende tentoonstelling:
- Jheronimus Bosch (1967), Noordbrabants Museum,  's-Hertogenbosch, 17 september-15 november 1967, cat.nr. 45, p. 157, met afb. in zwart-wit (als toegeschreven aan Jheronimus Bosch).